# 남방제비나비
남방제비나비는 호랑나비속의 나비이다.